# Lester Sterling
Lester »Ska« Sterling, (aka Mr Verstile, 1936. január 31. – 2023. május 16.) jamaicai trombitás és szaxofonos. A The Skatalites zenekar egyik alapítója volt, de kevésbé ismert, mint Tommy McCook, Jackie Mittoo vagy Don Drummond bandatagok. Lester ma is fellép a The Skatalites-szal Doreen Shaffer-rel és Lloyd Knibbbel ők hárman vannak a zenekarban a kezdetektől fogva. 